# Удалая (деревня)
Удалая — деревня в Башмаковском районе Пензенской области России. Входит в состав Соседского сельсовета.

## География
Деревня находится на ручье Громок, на расстоянии 30 км к западу от рабочего посёлка Башмаково, административного центра района.

### Часовой пояс
Деревня Удалая, как и вся Пензенская область, находится в часовой зоне МСК (московское время). Смещение применяемого времени относительно UTC составляет +3:00.

## История
Основана во второй половине XVIII века на землях, принадлежавших Нарышкиным. До отмены крепостного права жители деревни принадлежали Э. Д. Нарышкину. В 1932 году организован колхоз «15-й Октябрь». В 1955 году — Куйбышевское отделение совхоза имени Сталина.

## Население
| 2010 |
| ---- |
| 9    |